# Козий рог (фильм, 1972)
«Козий рог» (болг. Козият рог) — болгарский чёрно-белый исторический фильм 1972 года. Один из немногих фильмов рано умершего режиссёра Методи Андонова, снят по сценарию писателя Николая Хайтова по мотивам его одноимёного рассказа. Фильм, действие которого разворачивается в Османской Болгарии, повествует о девушке, отец которой вырастил её в качестве орудия мести за смерть её матери.
Фильм завоевал ряд наград на кинофестивалях. Он также был претендентом от Болгарии на премию «Оскар» за лучший фильм на иностранном языке на церемонии 1973 года, однако не был номинирован. В 1994 году был снят одноимённый ремейк фильма, ставший первым ремейком в болгарском кинематографе.

## Сюжет
XVII век, Болгария находится под властью Османской империи. Простой крестьянин Караиван прощается с женой и дочкой лет десяти и уходит в горы пасти стадо коз. Ночью четверо турок из местной знати пробираются в дом, насилуют и убивают женщину на глазах у девочки. Мальчик, оказавшийся свидетелем преступления, скачет в горы и рассказывает о нём Караивану. Тот спускается в селение, забирает дочь Марию и сжигает свой дом вместе с телом жены. Он уходил в горы и остаётся жить там, почти сразу же отрезая длинные волосы дочери со словами «Этот мир — не для женщин».
Проходит девять лет. Караиван вырастил Марию как мальчика, уделяя особое внимание её физической подготовке и навыкам боя. Его цель — отомстить убийцам. Однажды во время карнавала Караиван и Мария в масках спускаются в селение и под видом ряженого медведя захватывают в плен одного из убийц. Приведя его в горы, Караиван даёт Марии сразиться с мужчиной. Она одолевает его, но когда она достаёт наточенный козий рог, то не может убить человека. Караиван сам добивает турка, набрасываясь на дочь за то, что ей не хватило решимости отомстить. Второй насильник гибнет от выстрела собственного ружья, дуло которого Мария забила глиной. Возле его трупа Караиван бросает козий рог.
Тем временем девушка встречает в горах молодого пастуха, пасущего овец, и влюбляется в него. Она крадёт из торгового каравана красивое платье и впервые надевает женскую одежду. От отца связь с пастухом Мария скрывает. Отец требует казни следующего насильника, и Мария несколько раз пытается его застрелить из ружья из засады, но всегда видит его вместе с его возлюбленной и не решается стрелять. Наконец, после очередного разговора с отцом она говорит, что сделает это, после чего отец должен отстать от неё. Мария убивает третьего насильника и уходит к своему возлюбленному. Отец незаметно следует на дочерью и видит их вместе; на полу лежит, видимо, выроненный Марией заточенный козий рог. Когда Мария уходит из хижины пастуха, отец заходит туда. На следующий день Мария видит, что её любимый заколот козьим рогом. В отчаянии девушка поджигает хижину пастуха и остаётся рядом с ним. Караиван прибегает к горящей хижине и вытаскивает тело дочери, но она уже мертва. Положив тело на краю утёса, он начинает бросать камни вниз.

## В ролях
- Катя Паскалева — Мария / мать Марии
- Антон Горчев — Караиван
- Невена Андонова — Мария в детстве
- Милен Пенев — овчар
- Стефан Мавродиев — Мустафа, один из насильников
- Тодор Колев — Дели, один из насильников
- Марин Янев — насильник
- Продан Нончев — насильник
- Красимира Петрова — Вейнел, возлюбленная Мустафы

## История
Изначально Андонов хотел снять фильм по рассказу Хайтова «Мужские времена», однако писатель убедил его прочитать рассказ «Козий рог». В роли Караивана Хайтов видел Апостола Карамитева, однако режиссёр выбрал Антона Горчева. При этом в качестве исполнительницы главной женской роли Хайтову удалось отстоять Катю Паскалеву, знакомую ему по предыдущей экранизации его произведения («Конец песни»), тогда как Андонов первоначально думал о том, чтобы пригласить Майю Драгоманскую.
«Козий рог» называют самым большим кассовым хитом в истории болгарского кино — в прокате фильм посмотрели более трёх миллионов зрителей. В первые три месяца после выхода фильм посмотрели 2.340.796 человек, что составляет примерно треть населения Болгарии в то время, а к концу года фильм приобрели для показа шестьдесят две страны. По результатам опросов, которые стали проводить болгарские социологи на киносеансах, 80 % зрителей фильм понравился.
Песня «Вървят ли двама», которую в фильме (в варианте без слов) исполняет Мария Нейкова, стала хитом в Болгарии в 1970-е годы.
Планировалось участие фильма в конкурсе Каннского кинофестиваля, однако Турция задействовала свои дипломатические каналы, выразив протест против, как ей казалось, антитурецкой направленности картины.

## Награды
- 1972 — Фестиваль болгарских фильмов (Варна):
  - первый приз
  - приз зрительских симпатий
  - приз ЦК ДКМС лучшей актрисе (Кате Паскалевой)
- 1972 — Международный кинофестиваль в Карловых Варах — специальный приз жюри за обогащающую национальное киноискусство самобытность[5]
- 1973 — Международный кинофестиваль в Чикаго — приз «Серебряный Хьюго»

## Отзывы
Сразу после выхода фильма в болгарской прессе его называли «поворотным моментом в развитии жанра болгарского исторического кино». Яко Молхов отмечал, что открытием фильма стала актриса Катя Паскалева, которая играет там, по существу, три роли: жену Караивана, погибающую в самом начале, «дикого» подростка и молодую девушку, в которой пробуждается любовь: «Очаровательна её пластичность, заразителен её мальчишеский темперамент, удивительно чудо превращения первобытного зверька во влюблённую девушку, в страстную женщину». После премьеры фильма Паскалева стала одной из немногих болгарских кинозвёзд.
Советский киновед Семён Фрейлих отмечал проявление народности в фильмах «Козий рог» и «Сорок первый», говоря о том, что хотя в них «изображены частные судьбы, в этих произведениях народ словно бы присутствует за кадром, его глазами увидены коллизии отдельного человека в переломный момент истории». В свою очередь, Олег Ковалов усматривает в фильме «злободневные размышления об эксцессах „левого экстремизма“» — режиссёр «исследует, как идея индивидуального насилия с неизбежностью выжигает душу того, кто, пусть и из искреннего возмущения творящимися в мире бесчинствами, встал на путь террора».
«Козий рог» был назван лучшим болгарским фильмом всех времён по результатам опроса, проведённого болгарской газетой «Культура» в 1993 году среди болгарских кинематографистов. В 2015 году по результатам опроса зрителей фильм занял второе место в списке лучших болгарских кинокартин за сто лет, при этом на первом месте оказался фильм «Время насилия» (1988), также посвящённый событиям XVII века.

## Прокат в СССР
В кинопрокате с 11 июня 1973, фильм посмотрели 11 400 000 зрителей за первый год демонстрации.
По результатам анкетирования читателей журнала «Советский экран» фильм вошёл в десятку лучших зарубежных фильмов 1973 года.